# Radujne, Krasnohvardiiske
Radujne (în ucraineană Радужне) este un sat în comuna Krasnoznameanka din raionul Krasnohvardiiske, Republica Autonomă Crimeea, Ucraina.

## Demografie
Componența lingvistică a localității Radujne
     Rusă (84,62%)
     Ucraineană (15,38%)
Conform recensământului din 2001, majoritatea populației localității Radujne era vorbitoare de rusă (84,62%), existând în minoritate și vorbitori de ucraineană (15,38%).